# Dziegieć brzozowy
Dziegieć brzozowy, maź brzozowa (farm. Pix Betulae, syn. Oleum Rusci, Oleum muscoviticum, Pix liquida Betulae, Pix Betulina, Oleum Betulae empyreumaticum, smoła brzozowa, ang. Birch Tar Oil, niem. Birkenteer) – produkt suchej destylacji drewna, kory i korzeni dwóch gatunków rodzaju brzoza: brzozy brodawkowatej (Betula pendula) oraz brzozy omszonej (B. pubescens).
Farmakopea Niemiecka (DAB 6) opisuje dziegieć brzozowy jako czerwonobrązową do czarnobrązowej maź o charakterystycznej, silnie przenikliwej i dość ostrej woni. Podobnie jak w przypadku innych produktów suchej destylacji drewna (dziegci) skład dziegciu brzozowego jest bardzo złożony i nie do końca poznany. Zawarte są w nim fenole, gwajakol, krezol, pirokatechina, fenantren i wiele innych węglowodorów cyklicznych, seskwiterpeny, chryzen. Ponadto charakterystycznymi związkami zawartymi dla tego dziegciu są m.in. betulina, kwas betulinowy i lupeol.
Smoła brzozowa jest rozpuszczalna całkowicie w eterze, alkoholu amylowym, benzolu, chloroformie, dwusiarczku węgla oraz terpentynie, częściowo rozpuszczalna w lekkiej benzynie, a słabo rozpuszczalna w stężonym spirytusie, kwasie octowym i anilinie. Gęstość wynosi ok. 1,09 g/cm3.
Działanie i zastosowanie w lecznictwie dziegciu brzozowego jest bardzo zbliżone jak w przypadku dziegciu sosnowego.
Dodatkowymi wskazaniami dla jego stosowania jest leczenie strupienia woszczynowego (Trichophytiasis faviforme) oraz zakażeń opryszczkowych (Herpes). Stosowany jest w różnorodnych postaciach leku recepturowego (maści, pasty, papki, roztwory – zakres stężeń 1-30%). Wchodzi też w skład mazidła Wiśniewskiego.

## Preparaty
- Pix Betulae – surowiec farmaceutyczny do receptury aptecznej (Niemcy[5], Rosja[6])